# Bucculatricidae

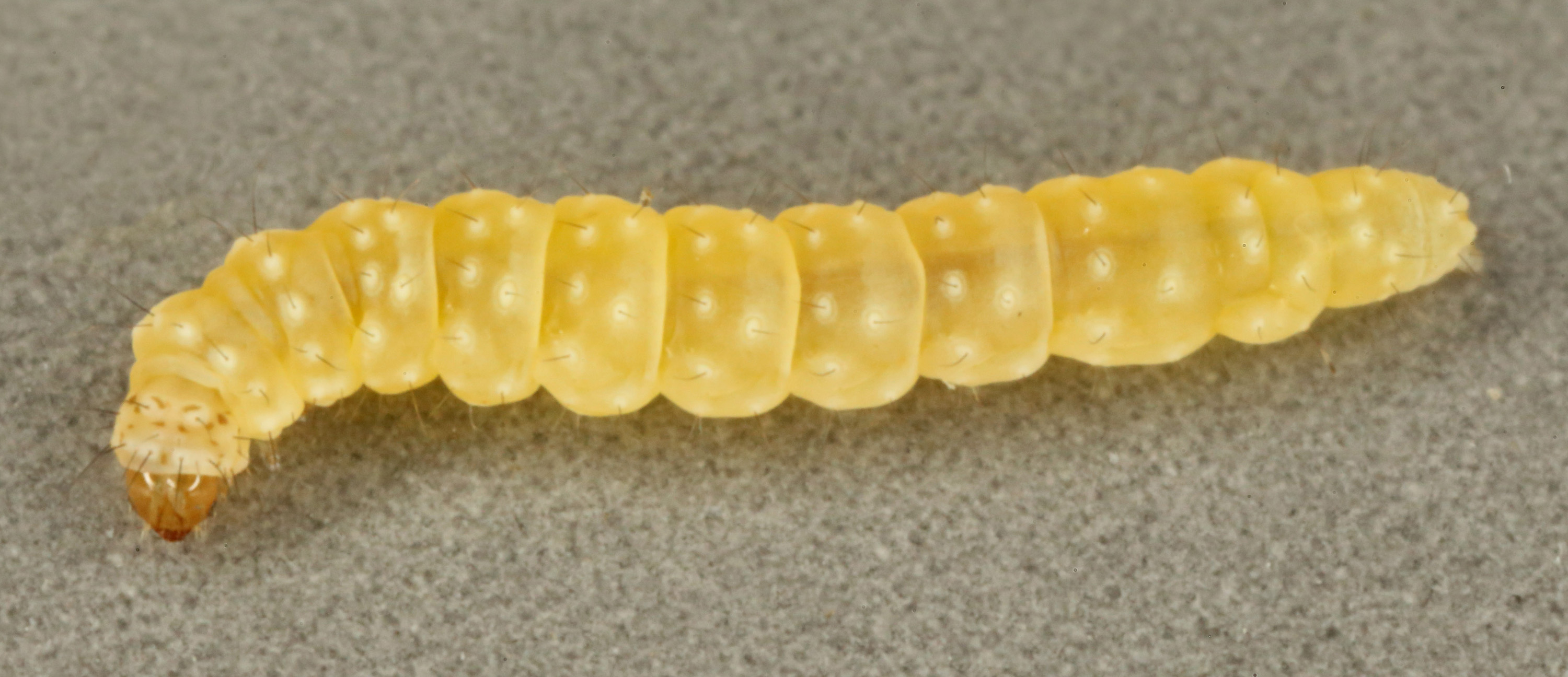
Bucculatrix cidarella, larva

Bucculatricidae es una familia de lepidópteros del suborden Glossata. Esta pequeña familia tiene representantes en todas las partes del mundo. Algunos autores sitúan este grupo como una subfamilia (Bucculatriginae) de la familia Lyonetiidae.
Los adultos de esta familia son fácilmente identificables, siendo pequeños con alas estrechas con las que se envuelven el cuerpo cuando descansan. Las larvas en sus estadios tempranos son barrenadoras de hojas, formando unos manchones de color marrón característicos. Cuando son más grandes normalmente se alimentan de las hojas en la superficie. Muchas especies tienen una planta hospedadora específica. Los capullos de la pupa tienen unos cantos longitudinales característicos, lo que hace que se denominen a los miembros de la familia como constructores de capullos con cantos.
La mayor parte de los autores reconocen solamente un género, Bucculatrix.

## Especies
Especies incluidas:
- B. absinthii

Planta alimento: Artemisia
- B. acrogramma
- B. adelpha
- B. agilis

Planta alimento: Acacia horrida
- B. agnella

Planta alimento: Ambrosia artemisiifolia
- B. ainsliella

Planta alimento: Quercus
- B. alaternella

Planta alimento: Rhamnus alaternus
- B. albaciliella
- B. albedinella

Planta alimento: Ulmus
- B. albella

Planta alimento: Paliurus spina-christi
- B. albertiella

Planta alimento: Quercus
- B. albiguttella

Planta alimento: Achillea
- B. alpina
- B. ambrosiaefoliella

Plantas alimento: Ambrosia, Parthenium hysterophorus
- B. amiculella

Planta alimento: Quercus
- B. anaticula

Planta alimento: Ceanothus americanus
- B. andalusica

Planta alimento: Artemisia
- B. angustata

Plantas alimento: Aster, Erigeron, Solidago
- B. angustisquamella
- B. anthemidella

Planta alimento: Anthemis tinctoria
- B. argentisignella

Planta alimento: Leucanthemum vulgare
- B. armeniaca
- B. arnicella

Plantas alimento: Arnica cordifolia, Artemisia tridentata
- B. artemisiella

Planta alimento: Artemisia
- B. aspyctella
- B. atagina

Planta alimento: Artemisia campestris
- B. atrosignata
- B. bechsteinella

Plantas alimento: Crataegus, Cydonia oblonga, Malus, Pyrus, Sorbus
- B. benacicolella

Planta alimento: Artemisia alba
- B. benenotata
- B. bicolorella
- B. bicristata
- B. brunnescens
- B. callistricha

Planta alimento: Corylus
- B. canadensisella

Planta alimento: Betula
- B. canariensis

Planta alimento: Artemisia canariensis
- B. cantabricella

Planta alimento: Convolvulus cantabricus
- B. capreella

Planta alimento: Achillea millefolium
- B. caribbea

Planta alimento: Cordia
- B. carolinae
- B. caspica
- B. ceanothiella

Planta alimento: Ceanothus
- B. ceibae

Planta alimento: Ceiba
- B. centaureae

Planta alimento: Centaurea triniifolia
- B. centroptila

Planta alimento: Firmiana colorata
- B. cerina

Planta alimento: Quercus
- B. chrysanthemella

Plantas alimento: Argyranthemum frutescens, Chrysanthemum, Gonospermum
- B. cidarella

Plantas alimento: Alnus, Myrica gale
- B. clavenae

Planta alimento: Achillea millefolium
- B. columbiana

Planta alimento: Iva axillaris
- B. coniforma
- B. copeuta

Planta alimento: Prunus pensylvanica
- B. cordiaella

Planta alimento: Cordia
- B. coronatella

Planta alimento: Betula
- B. crataegi

Plantas alimento: Crataegus, Pyrus
- B. crateracma

Planta alimento: Bombax ceiba
- B. cretica
- B. cristatella

Planta alimento: Achillea millefolium
- B. criticopa
- B. cuneigera

Planta alimento: Aster shortii
- B. demaryella

Plantas alimento: Acer, Betula, Castanea, Corylus
- B. diffusella

Planta alimento: Artemisia maritima
- B. disjuncta
- B. divisa

Planta alimento: Balsamorhiza sagittata
- B. domicola

Planta alimento: Quercus palustris
- B. dominatrix

Planta alimento: Baccharis pilularis
- B. eclecta

Planta alimento: Ulmus pumila
- B. enceliae

Planta alimento: Encelia farinosa
- B. epibathra

Planta alimento: Grewia tiliaefolia
- B. ericameriae

Planta alimento: Ericameria arborescens
- B. errans

Planta alimento: Aster
- B. eucalypti

Planta alimento: Eucalyptus
- B. eugrapha
- B. eupatoriella

Planta alimento: Eupatorium perfoliatum
- B. eurotiella

Plantas alimento: Krascheninnikovia lanata, Senecio
- B. evanescens
- B. exedra

Planta alimento: Firmiana platanifolia
- B. fatigatella

Plantas alimento: Artemisia campestris, Leucanthemopsis alpina
- B. firmianella

Planta alimento: Firmiana
- B. flexuosa

Planta alimento: Acacia nilotica
- B. floccosa
- B. flourensiae

Planta alimento: Flourensia cernua
- B. formosa
- B. frangutella

Planta alimento: Rhamnus
- B. franseriae

Planta alimento: Ambrosia deltoidea
- B. frigida
- B. fugitans

Planta alimento: Corylus
- B. fusicola

Planta alimento: Helianthus
- B. gnaphaliella

Planta alimento: Helichrysum arenarium
- B. gossypiella

Planta alimento: Gossypium
- B. gossypii

Planta alimento: Gossypium
- B. helianthemi

Planta alimento: Helianthemum sessiliflorum
- B. helichrysella

Planta alimento: Helichrysum italicum
- B. herbalbella

Planta alimento: Artemisia herba-alba
- B. humiliella
- B. ilecella

Planta alimento: Ilex
- B. illecebrosa

Planta alimento: Helianthus
- B. immaculatella
- B. improvisa

Planta alimento: Tilia americana
- B. infans
- B. insolita
- B. inusitata

Planta alimento: Juniperus communis
- B. ivella

Plantas alimento: Baccharis, Iva frutescens
- B. jugicola

Plantas alimento: Achillea oxyloba, Leucanthemopsis alpina
- B. kendalli

Planta alimento: Colubrina texensis
- B. kimballi
- B. koebelella

Planta alimento: Artemisia californica
- B. laciniatella

Planta alimento: Artemisia laciniata
- B. lassella
- B. latella
- B. latviaella
- B. lavaterella

Planta alimento: Lavatera
- B. leptalea

Planta alimento: Artemisia dracunculus
- B. leucanthemella

Plantas alimento: Chrysanthemum, Leucanthemum, Staehelina dubia
- B. litigiosella

Planta alimento: Quercus
- B. locuples

Planta alimento: Alnus serrulata
- B. longula

Planta alimento: Helianthus annuus
- B. loxoptila

Planta alimento: Gossypium
- B. luteella

Planta alimento: Quercus alba
- B. magnella

Planta alimento: Solidago
- B. maritima

Planta alimento: Aster tripolium
- B. mehadiensis
- B. mendax

Planta alimento: Dalbergia sissoo
- B. mesoporphyra
- B. micropunctata
- B. montana
- B. myricae

Planta alimento: Myrica gale
- B. needhami

Planta alimento: Helianthus
- B. nigricomella

Planta alimento: Leucanthemum vulgare
- B. nigripunctella
- B. niveella

Planta alimento: Solidago
- B. noltei

Planta alimento: Artemisia vulgaris
- B. ochristrigella
- B. ochrisuffusa

Planta alimento: Quercus alba
- B. ochritincta
- B. orophilella
- B. packardella

Plantas alimento: Fagus, Quercus
- B. paliuricola

Planta alimento: Paliurus
- B. pallidula
- B. pannonica

Planta alimento: Artemisia maritima
- B. paroptila

Plantas alimento: Comptonia peregrina, Myrica gale
- B. parthenica

Planta alimento: Parthenium hysterophorus
- B. parvinotata
- B. perficta
- B. phagnalella

Planta alimento: Phagnalon saxatile
- B. platyphylla
- B. plucheae

Planta alimento: Pluchea odorata
- B. polymniae

Planta alimento: Smallanthus uvedalius
- B. polytita
- B. pomifoliella

Plantas alimento: Ambrosia, Amelanchier laevis, Chaenomeles japonica, Crataegus, Cydonia oblonga, Malus, Prunus, Pyrus
- B. pseudosylvella

Planta alimento: Rhamnus saxatilis
- B. ptochastis
- B. pyrivorella

Plantas alimento: Pisum sativum, Pyrus
- B. quadrigemina

Plantas alimento: Alcea, Althaea
- B. quinquenotella

Plantas alimento: Ampelopsis, Quercus rubra
- B. ratisbonensis

Planta alimento: Artemisia campestris
- B. recognita

Planta alimento: Quercus macrocarpa
- B. regaella

Planta alimento: Helianthemum sessiliflorum
- B. rhamniella

Planta alimento: Rhamnus
- B. ruficoma

Plantas alimento: Gossypium, Ipomoea batatas
- B. salutatoria

Planta alimento: Artemisia tridentata
- B. santolinella

Planta alimento: Santolina chamaecyparissus
- B. seneciensis

Planta alimento: Senecio
- B. seorsa

Planta alimento: Artemisia tridentata
- B. seperabilis

Planta alimento: Baccharis pilularis
- B. sexnotata

Planta alimento: Aster
- B. simulans

Planta alimento: Helianthus annuus
- B. solidaginiella

Planta alimento: Solidago
- B. sororcula
- B. speciosa

Planta alimento: Solidago
- B. spectabilis
- B. sphaeralceae
- B. sporobolella

Planta alimento: Sporobolus airoides
- B. staintonella

Planta alimento: Populus
- B. subnitens
- B. taeniola

Planta alimento: Salvia apiana
- B. telavivella
- B. tenebricosa
- B. tetradymiae

Planta alimento: Tetradymia axillaris
- B. thoracella

Plantas alimento: Acer, Tilia
- B. thurberiella

Plantas alimento: Cienfuegosia thespesioides, Gossypium
- B. transversata

Planta alimento: Ambrosia psilostachya
- B. tridenticola

Planta alimento: Artemisia tridentata
- B. trifasciella

Plantas alimento: Castanea, Quercus rubra
- B. turatii

Planta alimento: Paliurus aculeatus
- B. ulmella

Plantas alimento: Pinus sylvestris, Quercus, Sorbus, Ulmus
- B. ulmicola
- B. ulmifoliae

Planta alimento: Ulmus
- B. ulocarena
- B. univoca

Planta alimento: Ipomoea aquatica
- B. variabilis

Plantas alimento: Tidestromia, Baccharis pilularis
- B. verax

Planta alimento: Trewia nudiflora
- B. viguierae

Planta alimento: Heliomeris longifolia
- B. xenaula

Planta alimento: Sterculia
- B. zizyphella

Planta alimento: Ziziphus
- B. zophopasta

Planta alimento: Quercus garryana